# 별들의 고향
《별들의 고향》은 최인호가 지은 장편 소설이다. 1972년 9월 5일부터 연재를 시작하여 1973년 9월 14일에 연재가 종료되었다. 조선일보에서 장기간 연재된 다음 1973년 10월 예문관에서 두 권으로 출간되었다. 이 소설은 처녀 경아가 여러 남자에 치인 다음 접대부 등을 거치다가 26살에 비극적인 생애를 마치는 이야기로 되어 있다.